# Могилёвский областной Совет депутатов
Могилевский областной Совет депутатов (бел. Магілёўскі абласны Савет дэпутатаў) является представительным государственным органом на территории Могилевской области. Совет осуществляет свои полномочия в соответствии с Конституцией Республики Беларусь, Законом Республики Беларусь от 4 января 2010 года «О местном управлении и самоуправлении в Республике Беларусь» , другими актами законодательства и регламентом.
Совет обеспечивает на территории области согласованную деятельность органов территориального общественного самоуправления, в своей деятельности исходит из интересов граждан, проживающих на территории области, и общегосударственных интересов. Участвует в обсуждении вопросов республиканского значения, затрагивающих интересы подведомственной территории, вносит по ним предложения в вышестоящие органы.
Совет осуществляет координацию деятельности городских, районных, поселковых, сельских Советов депутатов и их органов, оказывает им организационно-методическую помощь.
Совет осуществляет свою деятельность в соответствии с принципами законности, социальной справедливости, защиты прав и законных интересов граждан, сочетания общегосударственных и местных интересов, участия органов местного управления и самоуправления в решении вопросов, затрагивающих права и законные интересы граждан, взаимодействия органов местного управления и самоуправления, гласности и учета общественного мнения.
В состав депутатского корпуса входит 55 депутатов, избираемых по мажоритарной системе. Срок полномочий областного совета депутатов — 4 года.

## Состав
Выборы 27-го созыва состоялись 23 марта 2014 года, на которых были избраны 58 депутатов. Лишь одна политическая партия — КПБ, представлена в облсовете. Все остальные члены являются беспартийными.
Выборы 28-го созыва, и последние на данный момент, состоялись  18 февраля 2018 года, на которых были избраны 55 депутатов Совета, помимо самовыдвиженцев, в Совете представлен один член Коммунистической партии. В Могилевский областной Совет избраны все 55 депутатов.
По сферам деятельности больше всего депутатов занято в образовании, культуре, науке, здравоохранении — 1/3 от всех избранных. Представители сельского хозяйства составляют 1/5, государственных органов — 10%, промышленности, транспорта и связи — 9%, торговли и бытового обслуживания – 5,1%, предприниматели — 1,8%. 9 избранных депутатов являются неработающими, 15 — пенсионерами.
| Партия                                                       | Получила голосов | Мест |
| ------------------------------------------------------------ | ---------------- | ---- |
| Либерально-демократическая партия                            | 10205            | 0    |
| Объединённая гражданская партия                              | 7093             | 0    |
| Партия БНФ                                                   | 861              | 0    |
| Коммунистическая партия Беларуси                             | 13522            | 1    |
| Белорусская партия левых «Справедливый мир»                  | 2288             | 0    |
| Белорусская социал-демократическая партия (Грамада)          | 2068             | 0    |
| Республиканская партия труда и справедливости                | 1502             | 0    |
| Белорусская патриотическая партия                            | 0                | 0    |
| Белорусская партия «Зелёные»                                 | 0                | 0    |
| Консервативно-Христианская Партия - БНФ                      | 0                | 0    |
| Партия «Белорусская социал-демократическая Грамада»          | 0                | 0    |
| Социал-демократическая партия Народного Согласия             | 0                | 0    |
| Республиканская партия                                       | 0                | 0    |
| Белорусская аграрная партия                                  | 0                | 0    |
| Белорусская социально-спортивная партия                      | 0                | 0    |
| Партия свободы и прогресса                                   | 0                | 0    |
| Партия Белорусская Христианская Демократия                   | 0                | 0    |
| Белорусская партия трудящихся                                | 0                | 0    |
| Белорусская социал-демократическая партия (Народная Грамада) | 0                | 0    |

## Полномочия облсовета
В соответствии со статьёй 121 Конституции Республики Беларусь:
- утверждение программ экономического и социального развития, бюджета Могилёвской области и отчетов об их исполнении;
- установление местных налогов и сборов;
- определение порядка управления и распоряжения коммунальной собственностью;
- назначение местных референдумов;
- утверждает кандидатуру председателя Могилёвского областного исполнительного комитета, назначаемого Президентом Республики Беларусь;
- избирает 8 членов Совета Республики Национального собрания Республики Беларусь от Могилёвской области.

## ЧленыСовета Республикиот Могилёвской области
- Акулович Ирина Борисовна;
- Алданов Николай Михайлович;
- Дроздов Анатолий Владимирович;
- Ковалевский Борис Викторович;
- Пантюхов Владимир Иванович;
- Петрова Ирина Георгиевна;
- Путило Константин Иванович;
- Старовойтова Ирина Анатольевна